# Ludwig Häusser
Pour les articles homonymes, voir Hausser.
Ludwig Hausser (né le 26 octobre 1818 à Cleebourg et mort le 17 mars 1867 à Heidelberg) est un historien et homme politique libéral badois.

## Biographie

### Études, enseignant et journaliste
Le père de Ludwig Häusser, pasteur réformé à Cleebourg en Alsace, décède à l'âge de 33 ans en 1821. En conséquence, la mère de Ludwig, Anna Maria Dorothea née Paniel avec son fils de deux ans retourne dans sa famille à Mannheim. À partir de 1826, Ludwig étudie au lycée Charles-Frédéric de Mannheim (de). Après avoir obtenu son diplôme d'études secondaires, il étudie la philologie classique à l'Université de Heidelberg de 1835 à 1839. Avec une thèse de doctorat sous la direction de Friedrich Christoph Schlosser, il obtient son doctorat. Il passe le semestre d'été de 1838 à l'Université d'Iéna, où il rejoint la Burschenschaft Arminia auf dem Burgkeller en 1838. En 1839, il enseigne brièvement comme professeur de lycée à Wertheim. En 1840, il séjourne trois mois à Paris.
Après son habilitation en 1840, il travaille d'abord comme chargé de cours privé à l'Université de Heidelberg. Toujours à Heidelberg, à partir de l'automne 1840, il est brièvement professeur au Lyceum, aujourd'hui lycée prince-électeur-Frédéric (de). De plus, à partir de 1841, il travaille pour la Gazette d'Augsbourg. Après que Georg Gottfried Gervinus a pris sa retraite en tant que rédacteur en chef du Deutsche Zeitung, fondée en 1847, il prend la relève en tant que rédacteur en chef.

### Politique
En 1848, il est député du Pré-Parlement. Au cours de la Révolution de mars, il devient membre de la seconde chambre badoise en novembre 1848 (jusqu'en 1850 et de 1860 à 1865). Il adopte une position strictement légaliste et combat les démocrates révolutionnaires. Grâce à un travail déterminé, il peut contribuer à la mise en œuvre des réformes essentielles du système scolaire, de l'autonomie locale, du réseau ferroviaire et de l'émancipation des juifs. Le 18 mars 1850, il est élu au Parlement de l'Union d'Erfurt pour le 4e circonscription de Bade et participe à l'Assemblée des députés de Francfort en 1863.

### Professeur à Heidelberg
En 1845, il est nommé professeur associé, à la fin de 1849, il est nommé Professeur d'histoire à Heidelberg. Il refuse ensuite les offres de l'Université de Zurich et de l'Université Friedrich-Alexander d'Erlangen. Dans la discussion sur l'unité allemande, il représente la solution petite-allemande d'une monarchie constitutionnelle sous direction prussienne.
Lorsque Hausser meurt d'une maladie cardiaque en 1867, tout le grand-duché s'en émut, y compris le grand-duc Frédéric, qui considère Häusser comme son véritable professeur.

### Famille
En 1846, Ludwig Häusser épouse Eleonore Wilhelmine, née Rettig. Ils ont quatre enfants. Sa mère vit dans la maison de son fils jusqu'à sa mort en 1857.

## Tombe
La tombe de Ludwig Häusser dans le cimetière de montagne de Heidelberg est créée par Franz Sommer. Le buste de Häusser est l'œuvre du sculpteur Konrad Knoll (de). La tombe de Ludwig Häusser est à l'origine à côté de la tombe de Kuno Fischer sur Professorenweg. Après la fermeture du site funéraire, le buste de Häusser s'ajoute à sa tombe au début de la Professorenreihe en mémoire du savant.

## Honneurs
- Citoyen d'honneur de Heidelberg (1860)
- Conseiller de la Cour du grand-duché de Bade (1861)
- Ordre bavarois de Maximilien pour la science et l'art (1861)
- Conseiller privé (1865)

## Travaux
Le principal ouvrage historique de Ludwig Häusser est Deutsche Geschichte vom Tode Friedrichs des Großen bis zur Gründung des Deutschen Bundes, qui est publiée à Heidelberg de 1854 à 1857. Il convient également de souligner son Geschichte der Rheinischen Pfalz nach ihren politischen, kirchlichen und literarischen , publiée par Jakob Christian Benjamin Mohr à Heidelberg en deux volumes en 1845 et 1856 et plusieurs fois réimprimée.